# ICC World Cricket League Division Seven 2013
Die ICC World Cricket League Division Seven 2013 war die dritte Ausgabe dieses One-Day-Cricket-Wettbewerbes und fand zwischen dem 6. und 13. April 2013 in Botswana statt. Das Wettbewerb war Teil der ICC World Cricket League 2012–18. Im Finale setzte sich Vanuatu gegen Nigeria mit 6 Wickets durch.

## Teilnehmer
An dem Turnier haben insgesamt sechs Mannschaften teilgenommen. Davon qualifizierten sich die zwei Absteiger der ICC World Cricket League Division Six 2011:
| - Fidschi | - Nigeria |

Vom Turnier der siebten Division der World Cricket League im Jahr 2011 verblieben:
| - Botswana | - Deutschland |

Beim Turnier der achten Division der World Cricket League im Jahr 2012 qualifizierten sich:
| - Ghana | - Vanuatu |

## Format
In einer Gruppenphase spielte jedes Team gegen jedes andere. Der Sieger eines Spiels bekam zwei Punkte, für ein Unentschieden oder No Result gab es einen Punkt. Die beiden Gruppenbesten stiegen in den ICC World Cricket League Division Six 2013 auf und bestritten ein Finale. Die verbliebenen vier Mannschaften auf Plätzen 3 bis 6 steigen in Wettbewerbe auf regionaler Ebene ab.

## Stadien
Die folgende Stadien wurden als Austragungsorte vorgesehen
| Stadion                           | Stadt    | Kapazität |
| --------------------------------- | -------- | --------- |
| Botswana Cricket Association Oval | Gaborone | 02.000    |
| Lobatse Cricket Ground            | Lobatse  |           |

## Vorrunde
| Division Seven | Sp. | S | N | U | NR | P  | NRR    |
| -------------- | --- | - | - | - | -- | -- | ------ |
| Vanuatu        | 5   | 5 | 0 | 0 | 0  | 10 | +1.918 |
| Nigeria        | 5   | 3 | 2 | 0 | 0  | 6  | +0.722 |
| Fidschi        | 5   | 3 | 2 | 0 | 0  | 6  | +0.702 |
| Botswana       | 5   | 2 | 2 | 1 | 0  | 5  | −0.529 |
| Ghana          | 5   | 1 | 4 | 0 | 0  | 2  | −0.593 |
| Deutschland    | 5   | 0 | 4 | 1 | 0  | 1  | −2.042 |

| 6. April Scorecard | Lobatse | Ghana 128 (37.2)               | – | Botswana 129-7 (39.4) |
|                    |         | Botswana gewinnt mit 3 Wickets |   |                       |

| 6. April Scorecard | Gaborone | Nigeria 69 (18.2)             | – | Fidschi 70-7 (22.1) |
|                    |          | Fidschi gewinnt mit 3 Wickets |   |                     |

| 6. April Scorecard | Gaborone | Vanuatu 200 (39.3)           | – | Deutschland 99 (27) |
|                    |          | Vanuatu gewinnt mit 101 Runs |   |                     |

| 7. April Scorecard | Gaborone | Vanuatu 265-8 (50)          | – | Botswana 242-8 (50) |
|                    |          | Vanuatu gewinnt mit 23 Runs |   |                     |

| 7. April Scorecard | Lobatse | Fidschi 232-8 (50)           | – | Deutschland 69 (25.1) |
|                    |         | Fidschi gewinnt mit 163 Runs |   |                       |

| 7. April Scorecard | Gaborone | Ghana 254-9 (50)              | – | Nigeria 256-4 (44.1) |
|                    |          | Nigeria gewinnt mit 6 Wickets |   |                      |

| 9. April Scorecard | Gaborone | Nigeria 287-7 (50)           | – | Botswana 116 (27.3) |
|                    |          | Nigeria gewinnt mit 171 Runs |   |                     |

| 9. April Scorecard | Gaborone | Fidschi 139 (43.4)            | – | Vanuatu 142-4 (21.5) |
|                    |          | Vanuatu gewinnt mit 6 Wickets |   |                      |

| 9. April Scorecard | Lobatse | Deutschland 185-8 (50)      | – | Ghana 186-6 (32.3) |
|                    |         | Ghana gewinnt mit 4 Wickets |   |                    |

| 10. April Scorecard | Gaborone | Botswana 211 (49.2) | – | Deutschland 211 (50) |
|                     |          | Spiel unentschieden |   |                      |

| 10. April Scorecard | Gaborone | Fidschi 223 (44.5)          | – | Ghana 205 (46.5) |
|                     |          | Fidschi gewinnt mit 18 Runs |   |                  |

| 10. April Scorecard | Lobatse | Vanuatu 238-4 (50)          | – | Nigeria 164-9 (50) |
|                     |         | Vanuatu gewinnt mit 74 Runs |   |                    |

| 12. April Scorecard | Lobatse | Botswana 198 (47.2)          | – | Fidschi 176 (48.4) |
|                     |         | Botswana gewinnt mit 22 Runs |   |                    |

| 12. April Scorecard | Gaborone | Nigeria 308-7 (50)           | – | Deutschland 148 (28) |
|                     |          | Nigeria gewinnt mit 160 Runs |   |                      |

| 12. April Scorecard | Gaborone | Ghana 115 (32.4)              | – | Vanuatu 116-2 (22.1) |
|                     |          | Vanuatu gewinnt mit 8 Wickets |   |                      |

## Platzierungsspiele

### Spiel um Platz 5
| 13. April Scorecard | Lobatse | Ghana 141-9 (25/25)      | – | Deutschland 133-9 (25/25) |
|                     |         | Ghana gewinnt mit 8 Runs |   |                           |

### Spiel um Platz 3
| 13. April Scorecard | Gaborone | Fidschi 141 (35.4/46)                       | – | Botswana 146-7 (29.3/46) |
|                     |          | Botswana gewinnt mit 3 Wickets (D/L method) |   |                          |

### Finale
| 13. April Scorecard | Gaborone | Nigeria 133 (38.4/45)                      | – | Vanuatu 134-4 (32.1/45) |
|                     |          | Vanuatu gewinnt mit 6 Wickets (D/L method) |   |                         |

## Abschlusstabelle
| Pos | Team        | Anmerkung                                               |
| --- | ----------- | ------------------------------------------------------- |
| 1   | Nigeria     | Aufstieg zur ICC World Cricket League Division Six 2011 |
| 2   | Vanuatu     | Aufstieg zur ICC World Cricket League Division Six 2011 |
| 3   | Botswana    | Abstieg zu regionalen Wettbewerben                      |
| 4   | Fidschi     | Abstieg zu regionalen Wettbewerben                      |
| 5   | Ghana       | Abstieg zu regionalen Wettbewerben                      |
| 6   | Deutschland | Abstieg zu regionalen Wettbewerben                      |